# Liga Santa (1511)
La Liga Santa fue una alianza militar formada por los Estados Pontificios, República de Venecia, España, Suiza, el Sacro Imperio Romano Germánico y el Reino de Inglaterra para luchar contra el Reino de Francia.

## Contexto histórico
En el siglo XV, con la llegada del Renacimiento, la península itálica disfrutaba de un periodo de prosperidad y relativa calma. Pero a finales de siglo, las intrigas palaciegas, la diplomacia, algunos tratados nefastos y las luchas entre las Repúblicas italianas, llevaron a la intervención de países extranjeros y convirtieron Italia en el escenario de sus guerras.

## Antecedentes de la Liga
El papa Julio II al llegar al papado en 1503 comenzó a poner en práctica su plan para devolver la hegemonía a los Estados Pontificios. Su objetivo principal era recuperar las tierras que los Borgia, con el papa Alejandro VI a la cabeza, habían arrebatado a las tierras de la Iglesia. Una vez conseguido esto, convertiría al Estado Pontificio en el Estado hegemónico de Italia. Para ello, comenzó luchando en solitario con las Repúblicas más débiles, pero cuando le tocó el turno a la República de Venecia, se dio cuenta de la necesidad de una alianza para poder vencer. Así creó la Liga de Cambrai, en la que participaban Luis XII de Francia, Fernando el Católico y el emperador Maximiliano I de Austria. Ante tales fuerzas Venecia fue derrotada.

## Formación de la Liga

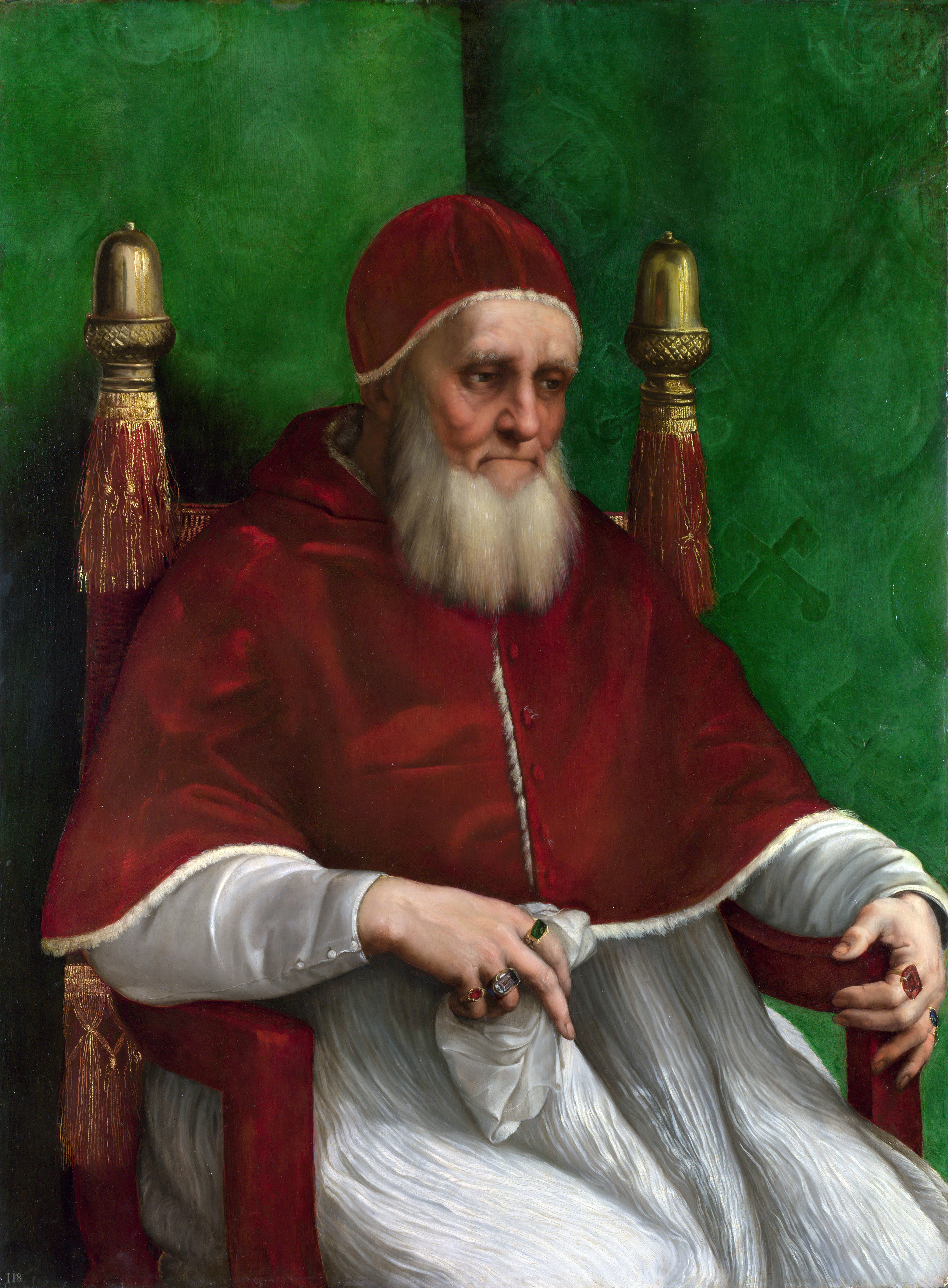
Julio II, creador de la Liga Santa.

Una vez derrotada Venecia, el papa al ver que los franceses habían ocupado el Ducado de Milán y la República de Génova, decidió crear esta vez una alianza contra el reino de Francia. Sirviéndose una vez más de la sinuosa diplomacia organizó la Liga Santa, en la que se integrarían los Estados Pontificios, Venecia y España. La Liga quedó formalmente constituida el 4 de octubre de 1511; un mes después se adhirió a ella el rey de Inglaterra Enrique VIII, y algo más tarde el emperador Maximiliano y Suiza.
Mientras se gestionaban las negociaciones de la Liga, el papa había realizado por su cuenta acciones de patente hostilidad antifrancesa: a principios de año, él mismo, como capitán de las tropas pontificias, había conquistado Mirandola, plaza aliada de los franceses; por otro lado, había excomulgado y depuesto a Alfonso de Ferrara, esposo de Lucrecia Borgia y simpatizante del rey galo. Luis XII respondió realizando una incursión sobre Bolonia.
Al conocer la creación de la Liga, Francia reunió un gran contingente de tropas con destino a Italia. En abril de 1512 se entabló una cruenta batalla en Rávena en la que los ejércitos franceses se mostraron superiores inicialmente y hasta pudieron haber resultado victoriosos si no hubiese encontrado la muerte en el combate Gastón de Foix. A partir de este momento sólo cosecharon derrotas: hubieron de abandonar el ducado Milán, perdieron las ciudades de Bolonia, Parma, Reggio y Piacenza, las tropas suizas los vencían en Novara y fuerzas de la Liga les hicieron cruzar los Alpes y aún los acosaron hasta Dijon, mientras los ingleses amenazaban con cruzar el Canal de la Mancha y Maximiliano se disponía a penetrar por su frontera.
El único aliado de Francia en la península italiana era la República de Florencia que ante los acontecimientos, no supo reaccionar a tiempo y la indecisión de su gobierno hizo que la alianza con Francia no desapareciera. Esto llevó a la invasión del país por las tropas de la Liga Santa en agosto de 1512. Con sólo la milicia para defenderse y aterrorizada por el saqueo de Prato, Florencia cayó enseguida y sin casi resistencia pasó de nuevo al control de los Médici.
Rodeada y sin aliados, Francia se rindió a finales de año.

## Consecuencias
El Papa Julio II tuvo oportunidad de agradecer a Fernando el Católico la ayuda prestada para expulsar de Italia a los franceses. La corona de Navarra estaba en 1512 en posesión de Catalina de Foix, casada con Juan III de Albret. Su identificación con la causa francesa en el enfrentamiento con el pontificado y la alianza que mantuvieron con Luis XII fue una excusa para que Fernando, Regente de Castilla, con el pretexto de que los monarcas navarros fomentaban las doctrinas albigenses, obtuviera del papa una bula, la Pastor Ille Caelestis en que de forma genérica se excomulgaba a los aliados del rey francés, emitida, una vez iniciada la invasión a finales de julio. Posteriormente en una segunda bula, en 1513, denominada Exigit Contumacium, la casa de Albret quedaba desposeída de su reino y se liberaba a los súbditos navarros del juramento de fidelidad a sus reyes, quedando el reino a merced de quien primero lo tomara. Fernando ya lo había invadido en 1512, con antelación a estas bulas, con un ejército castellano al mando de Fadrique Álvarez de Toledo, II duque de Alba, que ocupó el Reino de Navarra en dos meses no exento de resistencias y posteriores intentos de reconquista en el mismo 1512. En 1515 por acuerdo de las Cortes de Burgos, sin navarros presentes, quedó incorporada a la de Castilla, aunque las contraofensivas militares continuaron durante varios años más. Finalmente, ya con Carlos I, se renunció al territorio de la Baja Navarra en 1530, al norte de los Pirineos, por las continuas insurrecciones apoyadas por Francia.
En Italia, el Rey Católico afianzó su poder en el Reino de Nápoles, aunque las guerras entre España y Francia por la posesión de Italia continuarán en los años siguientes.
- Datos: Q15100878